# Skärsjö
Skärsjö is een plaats in de gemeente Borlänge in het landschap Dalarna en de provincie Dalarnas län in Zweden. De plaats heeft 76 inwoners (2005) en een oppervlakte van 18 hectare.